# Birgitta Norkrans
Birgitta Fredrika Norkrans, född 10 februari 1916 i Linköping, död 4 januari 2009 i Göteborg, var en svensk biolog.
Norkrans, som var dotter till skogschef Erik Nyman och Gerda Edlund, blev filosofie licentiat vid Uppsala universitet 1943, filosofie doktor 1950, var docent i botanik vid Uppsala universitet 1950–1957, laborator i mikrobiologi vid Farmaceutiska institutet 1958–1963, tillförordnad professor i fysiologisk botanik i Göteborg 1961–1962, förklarades professorskompetent i fysiologisk botanik 1962, blev forskardocent i Göteborg 1963 och var tillförordnad professor i marin mikrobiologi där 1969–1975. Hon tilldelades professors namn 1977. Hon författade skrifter i mikrobiologi, växtfysiologi samt vetenskapshistoria. Birgitta Norkrans är begravd på Boxholms kyrkogård.